# Crimen de honor
Crimen de honor, también conocido como asesinato de honor o asesinato por honor, es el asesinato de una persona  por parte de uno o varios miembros de su familia, debido a la creencia de que la víctima, habría causado desprestigio a su familia a causa de su comportamiento sexual. Para los perpetradores, la acción realizada por él o ella, ha traído deshonor a la familia o habría violado los principios de su religión y con base en sus creencias justifican sus crímenes. Algunos de los motivos que pueden inducir a estos asesinatos son, por ejemplo: 
- Mantener una relación con alguien que la familia no aprueba.
- Tener relaciones sexuales fuera del matrimonio.
- Vestirse de forma inapropiada.
- Mantener una relación homosexual.[1][2][3][4][5]

Los países con más alta tasa de asesinatos por honor son la India, Pakistán y Nepal; empero, se trata de un problema que se extiende a lo largo del oriente medio y el Asia meridional.

## Definición
Human Rights Watch define "crimen de honor" como:
Los crímenes de honor son actos de violencia, generalmente asesinatos, cometidos por los varones contra las mujeres de la familia que, consideran, han traído deshonor a la familia.... una mujer en un matrimonio abusivo debe decidir entre quedarse en el matrimonio y esperar a que la violencia pare o separarse y esperar a que su esposo o alguno de sus familiares (varones) la maten. Si las mujeres fueron violadas, y se puede comprobar que fueron víctimas de actos de violencia sexual, corren el riesgo de ser asesinadas por su esposo, padre, hijo, hermano o primo... los crímenes de honor son una clara violación a los derechos humanos, los gobiernos están obligados a proteger a las mujeres de estos delitos. Aun así, en muchos países, los crímenes de honor son tolerados ya sea a través de la inacción del gobierno o defendidos como legítimas prácticas culturales.
Los hombres pueden, también, ser víctimas de un crimen de honor, sucediendo que son asesinados por los familiares de la mujer con quien tienen una relación que se considera inapropiada.
Otra de las razones para ser víctima de un crimen de honor es cruzar brechas sociales, involucrarse públicamente con otras comunidades, adoptar costumbres o religiones de un grupo externo al propio. En determinados países, varones inmigrantes de bajo estatus, han demostrado su dominio patriarcal mediante la participación en crímenes de honor contra miembros femeninos de una familia que ha participado en la vida pública, por ejemplo, en políticas de integración feministas.

## Características generales
Lo que distingue a los crímenes de honor de otros crímenes es su naturaleza colectiva. La planeación depende de muchos miembros de la familia, a veces dentro de un "consejo familiar". Otra característica importante es la relación entre los crímenes de honor y el control del comportamiento de las mujeres, en particular en la sexualidad, la relación con otros hombres y el matrimonio. Otro aspecto considerado, es la importancia de la reputación dentro de la comunidad y el estigma de perder estatus social, particularmente en comunidades cerradas o pequeñas. En la mayoría de los casos los perpetradores no enfrentan consecuencias negativas, ni estigma por parte de su comunidad, su comportamiento se considera justificado.

## Extensión

Las áreas más comunes para los denominados homicidios por honor en el mundo

Es muy difícil determinar y estimar la incidencia de los crímenes de honor. En la mayoría de los países los datos de crímenes de honor no son recolectados sistemáticamente, muchos de ellos son reportados como suicidios o accidentes y son registrados como tales. Aunque los crímenes de honor son normalmente asociados con el continente asiático, especialmente Medio Oriente y Asia del sur, ocurren en todo el mundo. En 2000, las Naciones Unidas estimaron que 5,000 mujeres son víctimas de crímenes de honor cada año. Según la BBC, "los grupos de defensa de las mujeres sospechan que más de 20,000 mujeres mueren en el mundo cada año." El asesinato no es el único de crimen de honor, otros delitos incluyen: ataques con ácido, secuestros, mutilaciones y golpes. En 2010 la policía del Reino Unido registró al menos 2,823 delitos relacionados.

## Uso de menores
A menudo, son los niños de la familia los seleccionados para asesinar. Son ellos quienes vigilan y controlan el comportamiento de sus hermanas u otras mujeres de la familia, asegurándose de que no hagan nada que mancille el "honor" y la "reputación" de la familia. Los niños son comúnmente encargados de perpetrar el asesinato, si se niegan pueden enfrentar graves repercusiones, por parte de la propia familia o por la comunidad, bajo la idea de que no están cumpliendo con su deber.

## Cultura

### Rasgos culturales
Los rasgos culturales que conducen a los crímenes de honor son complejos. Los crímenes de honor implican violencia y el miedo como herramienta para mantener el control. Son conocidos desde los tiempos de la Antigua Roma, donde el pater familias —o varón de más edad a cargo de una familia— poseía el derecho de matar a toda hija soltera que mantuviera relaciones sexuales así como a su esposa si esta le era infiel. Otros autores han argumentado que tienen su origen en pueblos nómadas o de pastores: «esas poblaciones cargan con todos sus objetos de valor y están en constante riesgo de ser robados, no tienen ideas adecuadas a la ley». Estas culturas de honor se darían, según esta teoría, entre beduinos y pastores de Escocia e Inglaterra, cowboys y ganaderos del Oeste norteamericano, aristócratas con privilegios hereditarios por encima de las leyes comunes, e incluso en el submundo marginal y de bandas criminales. El inspirar miedo, utilizar agresión y cultivar una reputación de venganza violenta con el fin de proteger la propiedad es asociado con estos comportamientos. En las sociedades donde hay un estado de derecho débil, la gente debe construir reputaciones feroces.
En culturas donde el honor es un valor central, los hombres son fuentes activas del mismo, mientras que el único efecto que las mujeres podrían tener sobre él es destruirlo. Una vez que la mujer destruye el honor, hay una necesidad de venganza inmediata para restaurarlo; de esta manera la familia evita perder su reputación en la comunidad. Como destaca la declaración de Amnistía Internacional:

El régimen de honor es implacable: a la mujer de quien se sospecha que ha causado el deshonor no se le da la oportunidad de defenderse, y los miembros de la familia no tienen ninguna alternativa socialmente aceptable, por lo que para eliminar la mancha en su honor deben atacar a la mujer.

La relación entre los puntos de vista de la sociedad sobre la sexualidad y los crímenes de honor es compleja. La forma en que las mujeres en las sociedades basadas en el honor traen deshonra a los hombres es a menudo a través de su comportamiento sexual; de hecho, la violencia relacionada con la expresión sexual de la mujer se ha documentado desde la antigua Roma, cuando el padre de la familia tenía derecho a matar a una hija soltera sexualmente activa o a una esposa adúltera. En la Europa medieval, la ley judía ordenó la lapidación de una mujer adúltera y la de su amante. Carolyn Fluehr-Lobban, profesora de antropología en Rhode Island College, escribe que un acto, o incluso presunto acto, de cualquier mala conducta sexual femenina, altera el orden moral de la cultura y el derramamiento de sangre es la única manera de eliminar cualquier vergüenza causada por las acciones femeninas y así restaurar el equilibrio social. Sin embargo, la relación entre el honor y la sexualidad femenina es un tema complejo, algunos autores argumentan que no es exactamente la sexualidad de las mujeres el "problema", sino más bien la autodeterminación de las mujeres en lo que se refiere a ellas, así como la fertilidad. Sharif Kanaana, profesor de antropología de la Universidad de Birzeit, dice que:

Los crímenes de honor son un tema complicado que se adentra en la historia de la sociedad árabe (...) Lo que los hombres de la familia, clan o tribu buscan en una sociedad patriarcal es el poder reproductivo. Las mujeres de la tribu son consideradas fábricas de hacer hombres. El crimen de honor no es un medio para controlar el poder o el comportamiento sexual. Lo que hay detrás es la búsqueda de la fertilidad, o la potencia reproductiva.

En algunas culturas, los crímenes de honor se consideran menos graves que otros asesinatos debido a que provienen de una larga tradición cultural y por lo tanto son considerados apropiados o justificables. En Europa, 96% de los homicidios por honor fueron llevados a cabo por musulmanes. En América del Norte, el 91 por ciento de las víctimas fueron asesinadas por estar "demasiado occidentalizadas" y el 43 por ciento de las víctimas en los países musulmanes fueron asesinadas por esta razón. En América del Norte, los padres estaban involucrados el 100 por ciento de las veces si la víctima mujer tenía 18 años o menos. Además, según una encuesta realizada por la red asiática de la BBC, 1 de cada 10 de los 500 hindúes, sijs, cristianos y musulmanes de origen en el Asia del Sur encuestados dijeron que llevarían a cabo un asesinato hacia cualquier persona que amenace el honor de su familia.
Nighat Taufeeq del centro de recursos de las mujeres en Shirkat Gah (Lahore, Pakistán) dice: "Es una alianza profana que se da en contra de las mujeres: los asesinos se enorgullecen de lo que han hecho, los líderes tribales condenan el acto y protegen a los asesinos y la policía los encubre." La abogada y activista de los derechos humanos Hina Jilani proclama: "El derecho a la vida de las mujeres en Pakistán está condicionado a su obediencia de las normas y tradiciones sociales."
Un estudio turco en julio de 2008 llevado a cabo por un equipo de la Universidad Dicle sobre los crímenes de honor en la región de Anatolia Suroriental, una zona predominantemente Kurda de Turquía, ha demostrado que pocos o ningún estigma social están unidos al crimen de honor. También afirma que la práctica no está relacionada con una estructura social feudal, "también hay perpetradores que son graduados universitarios. De todos los encuestados, el 60% son graduados de secundaria o universidad o por lo menos, saben leer y escribir."
En la época contemporánea, la situación económica y cultural cambiante de la mujer se ha utilizado para justificar apariciones de crímenes de honor. Las mujeres en culturas patriarcales que han obtenido la independencia económica de sus familias van en contra de la cultura dominada por los hombres. Algunos investigadores sostienen que el cambio hacia una mayor responsabilidad de las mujeres y menor por parte de sus padres puede causar en los miembros masculinos de la familia el actuar de manera opresiva y a veces violenta con el fin de recuperar la autoridad.
Este cambio cultural parece, también, tener efecto en las culturas occidentales como Gran Bretaña, donde los asesinatos por honor han surgido a causa de mujeres inmigrantes buscando mayor independencia y la adopción de valores occidentales. Para las mujeres que remontan su ascendencia a Oriente Medio o Asia del Sur, el uso de ropa considerada occidental, tener novio o negarse a aceptar un matrimonio arreglado son delitos que pueden y han dado lugar a un crimen de honor.
Fareena Alam, directora de una revista musulmana, escribe que los crímenes de honor presentados en culturas occidentales como Gran Bretaña son una táctica de las familias inmigrantes para hacer frente a las consecuencias alienantes de la urbanización. Alam, argumenta que los inmigrantes permanecen cerca de su cultura de origen y familiares, ya que esto proporciona una red de seguridad. Ella escribe: 

"En sus pueblos la esfera de control de un hombre era amplia y con un gran sistema de apoyo. En nuestras ciudades llenas de extraños, no hay prácticamente ningún control sobre los miembros de la familia, con quiénes se sientan, hablan o trabajan."

 Alam sostiene que este es un intento de recuperar el control y suprimir los sentimientos de alienación que son los que conducen, en última instancia, a un crimen de honor.

### Principales desencadenantes de los crímenes de honor

#### Negarse a aceptar un matrimonio arreglado
Negarse a un matrimonio arreglado es a menudo la causa de un crimen de honor. La familia que ha predispuesto el matrimonio corre el riesgo de vergüenza si el matrimonio no procede.

#### Divorcio
Una mujer tratando de obtener el divorcio o la separación sin el consentimiento del esposo o la familia extendida, también puede ser un desencadenante de los crímenes de honor. En las culturas donde los matrimonios son arreglados y los bienes a menudo se intercambian entre las familias, el deseo de la mujer de pedir el divorcio suele ser visto como un insulto a los hombres que negociaron el acuerdo. Al hacer que sus problemas maritales sean conocidos fuera de la familia, las mujeres son vistas como motivo de la exposición de la familia a la deshonra pública.

#### Acusaciones contra miembros de la familia
En ciertas culturas, la sola acusación contra una mujer puede ser suficiente para manchar la reputación de su familia, y para desencadenar un crimen de honor: el miedo al ostracismo por la comunidad de la familia es enorme.

#### Víctima de violación
En muchas culturas tradicionales, las víctimas de violación se enfrentan a muestras de violencia, incluyendo crímenes de honor por parte de sus familias y parientes. En muchas partes del mundo, las mujeres que han sido violadas se considera han traído "deshonor" o "vergüenza" a sus familias. Esto pasa especialmente si la víctima queda embarazada.
Un punto clave en el código de honor es la virginidad de la mujer, que debe preservarse hasta el matrimonio.  Suzanne Ruggi escribe: "la virginidad de una mujer es propiedad de los hombres de su alrededor; primero de su padre, más tarde, un regalo para su marido, dote virtual de graduación en el matrimonio".

#### Homosexualidad
Existe evidencia de que la homosexualidad también puede ser percibida como motivo de asesinato de honor por parte de familiares. No son solo las relaciones entre personas del mismo sexo las que desencadenan esta violencia, también las conductas consideradas inapropiadas para un género (por ejemplo, un hombre actuando o vistiéndose de una manera "femenina") pueden despertar sospechas y llevar a la violencia por honor.
Uno de los casos que saltó a los medios fue el de un hombre jordano gay herido de bala por su propio hermano. En 2008, un estudiante turco homosexual, Ahmet Yildiz, fue tiroteado afuera de un café y más tarde murió en el hospital. Los sociólogos lo han señalado como el primer caso publicado de un crimen de honor contra una persona gay en Turquía. En 2012, un joven de 17 años fue asesinado por su padre en Turquía en la provincia suroriental de Diyarbakir. En 2021 fue asesinado Alireza Fazeli Monfared, un joven iraní que planeaba huir a Turquía.
El Alto Comisionado de la Naciones Unidas Para Los Refugiados afirma que "las reclamaciones formuladas por personas LGBT revelan su exposición a la violencia física y sexual, largos períodos de detención, abuso médico, amenaza de ejecución y crímenes de honor."

#### Occidentalización
La integración a la sociedad occidental (occidentalización) es uno de los motivos para el homicidio de un familiar por honor entre inmigrantes y descendientes de inmigrantes del mundo islámico. Casos reconocidos incluyen el homicidio de Shafilea Ahmed, adolescente nacida en Gran Bretaña en una familia pakistaní y asesinada por sus padres a los 17 años en suelo británico, el 14 de julio de 2003.

## Causas

### Opinión sobre las mujeres
Los crímenes de honor son a menudo el resultado de puntos de vista fuertemente patriarcales sobre las mujeres, así como a su posición en la sociedad. En sociedades tradicionalmente dominadas por hombres las mujeres dependen, en primer lugar de su padre, y luego de su esposo, a quienes se espera obedezcan. Las mujeres, son vistas como propiedad y no como individuos con su propio valor. Deben someterse a figuras de autoridad masculina en la familia; el no hacerlo puede resultar en violencia extrema como castigo. La violencia es vista como una forma de asegurar el cumplimiento y la prevención de rebeldía. Según Shahid Khan, profesor de la Universidad Aga Khan en Pakistán: "Las mujeres son consideradas propiedad de los varones de la familia, independientemente de su clase, etnia o religión. El dueño de la propiedad tiene derecho a decidir su destino. Este concepto de propiedad ha convertido a las mujeres en mercancía que se puede intercambiar, comprar y vender." En ciertas culturas, las mujeres no tienen permitido tomar el control de sus cuerpos ni sexualidad, son propiedad de los varones, son ellos quienes deben garantizar su virginidad hasta el matrimonio; y luego el marido, en quien la sexualidad de su mujer está subordinada, una mujer no debe menoscabar los derechos de propiedad de su guardián manteniendo relaciones sexuales antes del matrimonio o realizando adulterio.

### Culturas de honor y vergüenza
El concepto de honor de la familia es muy importante en muchas comunidades. La familia es vista como la principal fuente de honor y la comunidad valora altamente dicha relación. Hechos realizados por familiares y considerados inapropiados por la comunidad son vistos como deshonor a la familia. Algunos actos incluyen, a menudo, comportamientos femeninos como sexo fuera del matrimonio o determinadas formas de vestir, pero pueden incluir, también, la homosexualidad masculina (como los asesinatos de emos en Irak). La familia pierde la "cara" en la comunidad y pueden convertirse en objeto de rechazo. La única manera de borrar la vergüenza es a través del asesinato. Las culturas en las que los crímenes de honor ocurren generalmente se consideran de "alto contexto", donde la familia es más importante que el individuo, y la individualidad es vista como una amenaza para la familia y su honor.

### Leyes
Los marcos legales en determinados lugares pueden fomentar crímenes de honor. Estas leyes proveen indulgencia hacia los asesinos y la criminalización de otros comportamientos, como el sexo extramarital, vestir de forma "indecente" en lugares públicos o relaciones homosexuales.

## Suicidio forzado
Un suicidio forzado puede servir como sustituto del crimen de honor. En estos casos, los miembros de la familia no matan a la víctima directamente, sino que lo (la) obligan a suicidarse, con el fin de evitar el castigo. Los suicidios forzados son reportados como comunes en Turquía.

## Restauración del "honor" a través de un matrimonio forzado
En el caso de que una mujer soltera, al asociarse a un hombre, pierda la virginidad o haya sido violada, la familia puede intentar restaurar su "honor" con un matrimonio forzado. El novio suele ser el hombre que ha "deshonrado" a la chica pero, de no ser posible, se puede tratar de arreglar un matrimonio con otro hombre, a menudo alguien que forme parte de la familia de la persona que ha cometido el acto con la chica. Siendo esto la alternativa a un crimen de honor, la mujer no puede negarse a aceptar el matrimonio. Se espera que la familia del hombre coopere y proporcione un novio a la mujer.

## Religión

Encuestas de apoyo al homicidio por honor entre musulmanes de diferentes países.

Widney Brown, director de promoción de Human Rights Watch, dijo que la práctica "va a través de culturas y religiones". Defensores de derechos humanos han comparado el "asesinato de honor" con los "crímenes pasionales" en América Latina (a veces son tratados con extrema indulgencia) y también con el asesinato de mujeres por falta de dote en la India. Los crímenes de honor ocurren en las sociedades donde existe una interacción entre las tradiciones discriminatorias de la justicia y la ley estatutaria. En algunos países, esta discriminación se ve agravada por la inclusión de la Sharia, la ley islámica, o el concepto de zina (relaciones sexuales fuera del matrimonio).
Tahira Shahid Khan, profesor de asuntos de la mujer en la Universidad Aga Khan, señala que no hay nada en el Corán que permita o sancione los crímenes de honor. Khan a su vez culpa a las actitudes (a través de diferentes clases sociales, grupos étnicos y religiosos) de ver a las mujeres como propiedad sin derechos propios como motivación de los crímenes de honor. También argumenta que esto se ve reflejado en violencia contra las mujeres y el ser convertidas "en una mercancía que se puede intercambiar, comprar y vender".
La resolución 1327 (2003) del Consejo de Europa establece que:
"La Asamblea señala que mientras los llamados "crímenes de honor" provienen de raíces tanto culturales como religiosas y son perpetrados en todo el mundo (sobre todo en las sociedades o comunidades patriarcales), la mayoría de los casos reportados en Europa se dan entre las comunidades musulmanas o musulmanes migrantes (aunque el Islam en sí no apoya la pena de muerte por mala conducta relacionada con el honor)."

## Historia
Matthew A. Goldstein, JD (Arizona), ha señalado que los crímenes de honor fueron alentados en la antigua Roma, donde los miembros masculinos de la familia que no tomaban medidas contra las mujeres adúlteras de su familia serían "perseguidos activamente".
El origen de los crímenes de honor y el control de las mujeres es evidente a lo largo de la historia en la cultura y la tradición de muchas regiones. La ley romana de Pater familias dio a los hombres de la familia el control total de hijos y esposas. Bajo estas leyes, las vidas de los niños y las mujeres estuvieron a la discreción de los hombres de su familia. El derecho romano antiguo también justificó los asesinatos por honor al afirmar que las mujeres declaradas culpables de adulterio podían ser asesinadas por sus maridos. En la dinastía Qing en China, padres y maridos tenían el derecho de matar a las mujeres que consideraran los habían deshonrado.
Entre muchos pueblos amerindios, también los Aztecas e Incas, el adulterio era castigado con la muerte. Durante el control de Juan Calvino sobre Ginebra, las mujeres declaradas culpables de adulterio eran castigadas ahogándolas en el río Ródano.
Los crímenes de honor tienen una larga tradición en la Europa mediterránea. Según el the Honour Related Violence - European Resource Book and Good Practice (página 234): "El honor en el mundo mediterráneo es un código de conducta, una forma de vida y un ideal del orden social, que define la vida, las costumbres y los valores morales de muchos de los pueblos del Mediterráneo".

## Regiones
De acuerdo a la ONU en 2002:

El informe de la Special Rapporteur... relativa a las prácticas culturales en la familia que atentan contra la mujer (E / CN.4 / 2002/83), indicó que los crímenes de honor habían sido reportados en Egipto, Jordania, Líbano, Marruecos, Pakistán, la República árabe Siria, Turquía, Yemen y otros países del Mediterráneo y del Golfo Pérsico , y que también habían tenido lugar en los países occidentales, como Francia, Alemania y Reino Unido, dentro de las comunidades de migrantes.

Además, la Comisión de las Naciones Unidas sobre Derechos Humanos reunió información de varios países y considerando solo los países que presentaron informes se demostró que los asesinatos de honor se han producido en Bangladés, Gran Bretaña, Brasil, Ecuador, Egipto, India, Israel, Italia, Jordania, Pakistán, Marruecos, Suecia, Turquía y Uganda.

### Europa
El tema de los crímenes de honor se ha vuelto prominente en Europa en los últimos años, lo que ha provocado la necesidad de abordar la ocurrencia de crímenes de honor. La Asamblea Parlamentaria Europea 2009 señaló esto en su Resolución 1681, señalando la urgente necesidad de abordar los crímenes de honor. La resolución indicó que: 

"En los llamados 'crímenes de honor', la Asamblea Parlamentaria señala que el problema, lejos de disminuir, se ha agravado, incluso en Europa. Afecta principalmente a las mujeres, que son sus víctimas más frecuentes, tanto en Europa como el resto del mundo, especialmente en sociedades patriarcales y fundamentalistas. Por esta razón, se pidió a los Estados miembros del Consejo de Europa elaborar y poner en efecto planes de acción nacionales para combatir la violencia contra las mujeres, incluida la violencia cometida en nombre del llamado 'honor", si no lo han hecho."

#### Albania
La violencia provocada por honor tiene una larga tradición en Albania, y aunque mucho más rara en la actualidad que en el pasado, todavía existe. Para el Kanun, conjunto de leyes y costumbres albanesas, el honor (en albanés: nderi) es uno de los cuatro pilares que lo conforman. Los crímenes de honor ocurren sobre todo en el norte del país. En Albania (y en otras partes de los Balcanes) el fenómeno de blood feuds (venganzas) entre los varones fue más común históricamente que los crímenes de honor contra mujeres, sin embargo es también una tradición.

#### Chipre
El concepto de honor de la familia existe y es muy fuerte en Chipre. La reputación de la familia dentro de la comunidad es de alta importancia. Aunque el alcance de la violencia basada en el honor no es tan alta y extrema como en otras sociedades, la idea de "honor" se utiliza a menudo como una excusa para la violencia doméstica. Existen casos donde los padres, maridos y hermanos infligen violencia a mujeres por su participación en una aventura o por tener novio sin el consentimiento del padre. Honor, al ser un concepto social arraigado, permite a dichos crímenes no ser clasificados ni nombrados, impidiendo la existencia de estadísticas adecuadas.

#### Francia
Francia tiene una gran comunidad inmigrante proveniente del norte de África (especialmente de Argelia, Marruecos y Túnez) y los crímenes de honor se producen en estas comunidades. Un informe de 2009 por el Consejo de Europa citó al Reino Unido, Alemania, Bélgica, Francia y Noruega como países en donde se producen crímenes de honor.
Francia tradicionalmente daba clemencia en lo que respecta a los delitos de honor, en particular contra las mujeres que habían cometido adulterio. El Código Napoleónico de 1804, establecido por Napoleón Bonaparte, es uno de los orígenes de la indulgencia legal en lo que respecta a los homicidios relacionados con el adulterio en una variedad de sistemas legales en varios países de todo el mundo. Bajo este código, un hombre que mata a su esposa al sorprenderla en el acto de adulterio no podría ser acusado de asesinato premeditado, a pesar de que podría ser acusado de otros delitos menores. Esta defensa estaba disponible solo para un marido, no para una mujer. El Código Napoleónico fue muy influyente y muchos países, inspirándose en él, crearon penas menores o absolución por esos delitos. Esto se puede ver en los códigos penales de muchas antiguas colonias francesas.

#### Alemania
En 2005 Der Spiegel reportó: "En los últimos cuatro meses, seis mujeres musulmanas que vivían en Berlín han sido asesinadas por miembros de la familia". El artículo continuaba para cubrir el caso de Hatun Sürücü, asesinada por su hermano acusada de no quedarse con el marido con el que se vio obligada a casarse, y de "vivir como alemana". Estadísticas precisas sobre el número de mujeres que mueren cada año en este tipo de crímenes son difíciles de conseguir, ya que muchos delitos no son reportados, dijo Myria Boehmecke del grupo de mujeres con sede en Tubinga, Terre des Femmes. El grupo trata de proteger a niñas y mujeres musulmanas de sus familias opresivas. La organización de las mujeres turcas Papatya ha documentado 40 casos de asesinatos de honor en Alemania desde 1996.  El hermano de Hatun Sürücü fue declarado culpable de asesinato y encarcelado durante nueve años y tres meses por un tribunal alemán en 2006. En marzo de 2009, una inmigrante kurda de Turquía, Gülsüm S., fue asesinada por una relación que no estaba en consonancia con el plan de su familia de entregarla en un matrimonio arreglado.
Un estudio encargado por la Oficina Federal de la Policía Criminal (BKA) al Max-Planck-Instituts für ausländisches und internationales Strafrecht que revisa los años 1996 a 2005 encontró 78 asesinatos de honor. Publicado en 2011, desde entonces no ha habido otros estudios oficiales. El mayor hallazgo del estudio fue que el número era aproximadamente el doble de lo que se había supuesto hasta ese momento. También resultó sorprendente el elevado número de hombres entre los asesinados, un 42%. Entre las razones para el asesinato de hombres se encontraban a menudo ser amantes de una mujer musulmana, padres de hijos ilegítimos, homosexuales e incluso familiares que se negaron a asesinar a otros por honor, con lo que se convierten ellos mismos en objetivo. Entre los asesinos se encontraban un 62,3% de turcos, un 14,2% de árabes, un 9,2% de alemanes, un 7,5% de yugoslavos y albaneses y un 5,8% de paquistaníes y afganos.
Uta Glaubitz, fundadora de la página web ehrenmord.de, considera que en 2020 hubo 53 asesinatos de honor, con el número exacto a la espera de confirmar las sentencias judiciales. Teniendo en cuenta que en 2020 hubo 245 asesinatos en Alemania, la cifra representa un quinto del total, casi un asesinato por semana. El sindicato de la policía DPolG considera que la cifra es más alta debido a los casos ocultos, lo que llevaría a unos 100 casos de asesinatos de honor por año, según Rainer Wendt, el jefe del sindicato.

#### Reino Unido
Cada año en Reino Unido (UK), las autoridades estiman que al menos una docena de mujeres son víctimas de los crímenes de honor, casi exclusivamente dentro de las familias asiáticas y de Oriente Medio. A menudo, los casos no se pueden resolver debido a la falta de voluntad de la familia, parientes y comunidades para que testifiquen. Una encuesta de la BBC de 2006 para la red asiática en el Reino Unido encontró que uno de cada diez de los 500 jóvenes asiáticos encuestados dijo que podían tolerar el asesinato de alguien que deshonró a su familia.  En el Reino Unido, en diciembre de 2005, Nazir Afzal, Directora de la Fiscalía de la Corona de Gran Bretaña, al oeste de Londres, dijo que el Reino Unido ha visto "por lo menos una docena de asesinatos de honor" entre 2004 y 2005. Si bien no existen cifras precisas de los antecedentes culturales de los perpetradores, Diana Nammi de Organización Derechos de las Mujeres iraníes y kurdas en el Reino Unido dice: "... cerca de dos tercios son musulmanes, sin embargo, también pueden ser hindúes y sij"
En 2010, Gran Bretaña registró un aumento del 47% de los delitos relacionados con el honor. Los datos de las agencias policiales en el informe del Reino Unido encuentran 2.283 casos en 2010 y se estiman otros 500 de las jurisdicciones que no proporcionaron informes. Estos "crímenes relacionados con el honor" también incluyen arrestos domiciliarios y castigos de los padres. La mayoría de los ataques se llevaron a cabo en ciudades con un alta población de inmigrantes.
Un caso muy publicitado fue el de Shafilea Iftikhar Ahmed, una joven británica de origen paquistaní de 17 años de edad, de Great Sankey, Warrington, Cheshire, asesinada en 2003 por sus padres. Otro caso conocido fue Heshu Yones, apuñalada hasta la muerte por su padre kurdo en Londres en 2002, cuando su familia escuchó en la radio una canción de amor dedicada a ella y sospechó de que tenía un novio. Otros ejemplos incluyen el asesinato de Tulay Goren, una chica kurda chiita musulmana que emigró con su familia desde Turquía y Samaira Nazir (paquistaní musulmana).
Banaz Mahmod, de 20 años de edad, mujer iraquí kurda de Mitcham, al sur de Londres, fue asesinada en 2006, en un asesinato orquestado por su padre, tío y primos. Su vida y asesinato fueron presentados en un documental llamado Banaz a Love Story, dirigida y producida por Deeyah Khan.
Sin embargo, un caso menos conocido es el de Gurmeet Singh Ubhi, un hombre sij que, en febrero de 2011, fue declarado culpable del asesinato de su hija de 24 años, Amrit Kaur Ubhi en 2010. Ubhi asesinó a su hija porque desaprobaba su ser "demasiado occidental". También desaprobó el hecho de que ella estuviera saliendo con un hombre que no era sij.
En 2012, Reino Unido tuvo su primera víctima blanca y occidental, Laura Wilson, de 17 años, fue asesinada por su novio asiático, Ashtiaq Ashgar, por revelar detalles de su relación a la familia de él, confrontado con su cultura. La madre de Laura dijo a Daily Mail: "Creo, honestamente, que un asesinato de honor pone en vergüenza a la familia. Necesitaban callar a Laura y lo hicieron." Wilson fue asesinada con repetidas puñaladas mientras caminaba por un canal en Rotherham.
Los crímenes de honor también afectan a los gais. En 2008 un hombre huyó de Turquía después de que su novio fue asesinado por su propio padre.
En 2013, Mohammed Inayat fue encarcelado por matar a su mujer y herir a tres hijas quemando su casa en Birmingham. Inayat no quería dejar a su hija volar a Dubái a casarse con su novio, porque creía que el matrimonio sería deshonrar a su familia.
En 2014, el esposo de Rania Alayed, una joven de 25 años de origen sirio, así como tres hermanos del marido, fueron encarcelados por matarla. Según la acusación, el móvil del asesinato fue que ella estaba "demasiado occidentalizada" y estaba "estableciendo una vida independiente".

#### Suecia
En Suecia la mujer kurda Fadime Şahindal fue asesinada por su padre en 2002.

#### Dinamarca
Ghazala Khan  fue asesinada a tiros en Dinamarca en septiembre de 2005 por su hermano, después de que ella se había casado en contra de la voluntad de la familia. Ella era de origen paquistaní. Su asesinato fue ordenado por su padre para salvar el "honor" de la familia, y varios familiares estuvieron involucrados.

#### Noruega
Anooshe Sediq Ghulam era una refugiada afgana de 22 años de edad, en Noruega. Fue asesinada por su esposo en un crimen de honor. Ella había denunciado a su marido a la policía por violencia doméstica y estaba buscando el divorcio.

#### Bélgica
En 2011, Bélgica celebró su primer juicio por crimen de honor, en el que se encontraron cuatro familiares paquistaníes culpables de matar a su hija y hermana, Sadia Sheikh.

#### Italia
Lo mismo ocurre con otras áreas del sur mediterráneo de Europa, el "honor" ha sido tradicionalmente importante en Italia. De hecho, hasta el año 1981, el Código Penal establecía las circunstancias atenuantes de estos homicidios - hasta 1981 la ley decía: Art. 587: El que causa la muerte de un cónyuge, hija o hermana al descubrirla en relaciones carnales ilegítimas y en el calor de la pasión provocada por la ofensa a su honor o la de su familia será condenado de tres a siete años. La misma pena se aplicará a quien, en las circunstancias anteriores, causa la muerte de la persona involucrada en relaciones carnales ilegítimas con su esposa, hija o hermana. Tradicionalmente, los crímenes de honor solían ser más frecuentes en el sur de Italia.
En 1546, Isabella di Morra, una joven poetisa de Valsinni, Matera, fue asesinada a puñaladas por sus hermanos debido a una supuesta relación clandestina con un hombre casado.
En 2006, Hina Saleem, una joven paquistaní de 20 años que vivía en Brescia, Italia, fue asesinada por su padre, quien afirmó que estaba "salvando el honor de la familia". Ella se había negado a un matrimonio arreglado, y estaba viviendo con su novio italiano.
En 2009, en Pordenone, Italia, Sanaa Dafani, una chica de 18 años de origen marroquí, fue asesinada por su padre porque tenía una relación con un hombre italiano.
En 2011, en Cerignola, Italia, un hombre apuñaló a su hermano 19 veces porque su homosexualidad era una "deshonra a la familia".

#### Suiza
En 2010, una joven paquistaní de 16 años de edad, fue asesinada cerca de Zúrich, Suiza, por su padre que no estaba satisfecho con su estilo de vida y su novio cristiano.

### Oriente Medio

#### Egipto
Los crímenes de honor en Egipto se producen debido a razones tales como que una mujer se encuentre con un hombre sin relación de parentesco, aunque esto sea solo una acusación; o el adulterio (también real o presunto). El número exacto de los crímenes de honor no se conoce, pero un informe de 1995 estimaba alrededor de 52 los homicidios por esa causa ese año.
En 2013, una mujer y sus dos hijas fueron asesinadas por 10 familiares varones, que las estrangularon y golpearon, para luego arrojar sus cuerpos en el Nilo. Las mujeres fueron acusadas de tener relaciones ilícitas con hombres.

#### Irán
Los crímenes de honor ocurren principalmente entre los grupos minoritarios tribales como los kurdos, árabes y baluchis, que generalmente son más conservadores que los persas. Las leyes discriminatorias de familia, los artículos del Código Penal que muestran indulgencia hacia los crímenes de honor, y una sociedad fuertemente masculina han sido causas de los crímenes de honor en Irán.

#### Irak
Al menos 133 mujeres fueron asesinadas en la ciudad iraquí de Basora en 2006, 79 por la violación de las "enseñanzas islámicas" y 47 para los crímenes de honor, según IRIN, la conferencia de prensa de la Oficina de la ONU para la Coordinación de Asuntos Humanitarios. Amnistía Internacional dice que los grupos armados, no el gobierno, también matan a las mujeres políticamente activas y que no siguen un estricto código de vestimenta, así como las mujeres que son percibidas como defensoras de los derechos humanos.
Du'a Khalil Aswad, iraquí de 17 años de edad y fe Yazidi, fue apedreada hasta la muerte delante de una multitud de cerca de 2.000 hombres en 2007, posiblemente porque fue acusada de querer convertirse al islam. Los atentados a comunidades yazidi en 2007 pueden haber sido represalias por ese suceso.

#### Jordania
Un informe de 2008 del Consejo Nacional de Asuntos de la Familia, en Jordania, una ONG afiliada a la Reina de Jordania, indicó que el Centro -que se encarga de casos de asalto sexual contra las mujeres en una proporción de "700 casos al año ", también registró 120 mujeres asesinadas en 2006, con 18 casos clasificados oficialmente como crímenes de honor
En 2013, la BBC citó estimaciones del Consejo Nacional de Asuntos de la Familia, en Jordania, una ONG, que por lo menos 50 mujeres y niñas jordanas habían muerto en los 13 años precedentes. Pero la BBC indicó "que la cifra real" era probablemente "muy superior", porque "la mayoría de los crímenes de honor no se denuncian."
Los hombres reciben sentencias reducidas por matar a sus esposas o mujeres de la familia, si se considera que han deshonrado a su familia. Las familias suelen tener hijos menores de 16 años, legalmente menores de edad, que cometen los crímenes de honor; la legislación de menores permite a los menores servir un tiempo en un centro de detención juvenil y ser liberados con antecedentes penales a la edad de 16. Rana Husseini, una importante periodista sobre el tema de la condena de los crímenes de honor, establece que "en virtud de la ley vigente, las personas declaradas culpables de cometer crímenes de honor a menudo reciben sentencias tan ligeras como seis meses de prisión ". De acuerdo a la UNICEF, hay un promedio de 23 crímenes de honor al año en Jordania.
Ha existido apoyo del público en Jordania para modificar los artículos 340 y 98. En 1999, el rey Abdullah creó un consejo para revisar las desigualdades de sexo en el país. El consejo volvió con una recomendación de derogar el artículo 340. "El Consejo de Ministros aprobó la recomendación, la medida fue presentada al parlamento en dos ocasiones en noviembre de 1999 y enero de 2000 y en ambos casos, aunque aprobada por la cámara alta, no pudo pasar la elección de la Cámara de Diputados". En 2001, después de que se suspendió el parlamento, se crearon una serie de leyes temporales que estaban sujetas a la ratificación parlamentaria. Una de las enmiendas era que "los esposos ya no serían exonerados por haber matado a esposas infieles, sino que las circunstancias serían consideradas como evidencia para mitigar las penas". En aras de la igualdad de los sexos, a las mujeres se les dio la misma reducción en la pena de ser declaradas culpables del delito. Pero el parlamento volvió a la sesión en 2003 y las nuevas enmiendas fueron rechazadas por la Cámara de Diputados después de dos lecturas exitosas en la cámara alta.
Una encuesta de 2013 con "856 estudiantes de noveno grado - con edad media de 15 años - en una serie de escuelas secundarias en todo Ammán - incluyendo privadas y estatales, mixtas y de un solo género", mostró que las actitudes que favorecen a los asesinatos por honor están presentes en los jordanos de la "próxima generación": "En total, el 33,4% de todos los encuestados, ya sea" estuvo de acuerdo "o" muy de acuerdo "con las situaciones que representan crímenes de honor, los niños eran dos veces más propensos a apoyar los crímenes de honor:46,1% de los varones y el 22,1% de las chicas estuvieron de acuerdo con al menos dos crímenes de honor de las situaciones en el cuestionario ". La educación de los padres se encontró ser una correlación significativa: "El 61% de los adolescentes de menor nivel de formación académica mostraron actitudes de apoyo hacia los crímenes de honor, frente a sólo el 21,1% en los que al menos un miembro de la familia tiene un título universitario".

#### Kuwait
Kuwait es un país relativamente liberal (para los estándares de Medio Oriente), y los crímenes de honor son poco frecuentes, pero no imposibles; en 2006 una joven murió en una matanza cometida por sus hermanos. En 2008, a una joven se le dio protección policial después de informar que su familia tenía la intención de matarla por tener un romance con un hombre. En 2012, una mujer kuwaití y un norteamericano murieron por tener una relación amorosa. El hombre fue presuntamente apuñalado por familiares varones de la mujer en su apartamento y se descartó un "suicidio" por las autoridades. Unas semanas más tarde, el cuerpo de la mujer fue encontrado fuera de una pequeña subdivisión, en un área abierta.

#### Líbano
No hay cifras oficiales exactas sobre los crímenes de honor de las mujeres en el Líbano; muchos asesinatos por honor están dispuestos para parecerse a accidentes, pero la cifra se cree que es de 40 a 50 por año. Un informe de 2007 de Amnistía Internacional, dijo que los medios de comunicación libaneses en 2001 informaron de 2 o 3 asesinatos de honor al mes en el Líbano, aunque se cree por información de otras fuentes independientes que el número es más alto. El 4 de agosto de 2011, el Parlamento libanés acuerda por mayoría abolir el artículo 562, que durante años había actuado como una excusa para los crímenes de honor.

#### Autoridad Palestina
La Autoridad Palestina, mediante una cláusula en el código penal jordano sigue vigente en Cisjordania, exime a los hombres de castigo por matar a una mujer de su familia si ella ha traído deshonor a la familia. Mahmoud Abbas, el presidente de la Autoridad Palestina, se comprometió a cambiar la ley discriminatoria, pero no se han tomado medidas. Según UNICEF, en el 2000 dos tercios de todas las muertes en los territorios palestinos eran crímenes de honor. La Comisión Palestina Independiente para los Derechos Humanos ha informado que 29 mujeres fueron asesinadas desde 2007 hasta 2010, mientras que 13 mujeres fueron asesinadas en 2011 y 12 en los primeros siete meses de 2012. De acuerdo con un informe del Ministerio de Asuntos de la Mujer PA, que fue traducido por Palestinian Media Watch (PMW), el ritmo de los asesinatos de honor subió en un 100% en 2013 " informan sobre el número de 'crímenes de honor' víctimas de 2013 sube a los 27 ".  El presidente Abbas dejó las promesas de cambiar la indulgencia legal ante los" crímenes de honor " sin cumplir. La Ley de Autoridad Palestina corona una reducción de la pena por los asesinatos de "honor" a seis meses de prisión.

#### Arabia Saudita
En 2008 una mujer fue asesinada en Arabia Saudita por su padre por "chatear" con un hombre en Facebook. El asesinato se hizo público solo cuando un clérigo saudí se refirió al caso, para criticar a Facebook por la lucha que causó.

#### Siria
Algunas estimaciones sugieren que más de 200 crímenes de honor ocurren cada año en Siria.
La guerra civil siria ha conducido a un aumento en los crímenes de honor en el país, debido principalmente al uso de la violación de guerra, lo que lleva a la estigmatización de las víctimas por parte de sus familiares y comunidades, y a su vez a los asesinatos de honor.

#### Turquía
Un informe elaborado por el Consejo de Europa estima que más de 200 mujeres fueron asesinadas en crímenes de honor en Turquía en 2007. Un informe de junio de 2008 por la Dirección de Derechos Humanos del primer ministro de Turquía, dijo que solo en Estambul hubo un asesinato de honor cada semana, e informó de más de 1000 durante los cinco años anteriores. Añadió que las ciudades metropolitanas eran la ubicación de muchos de ellos, debido a la creciente inmigración kurda a estas ciudades de Oriente. La migración masiva durante las últimas décadas de la población rural del sudeste de Turquía a las grandes ciudades en el oeste de Turquía se ha traducido en ciudades "modernas" como Estambul, Ankara, Esmirna y Bursa con el mayor número de asesinatos de honor reportados.
Un informe de UNFPA identificó las siguientes situaciones como desencadenantes comunes para los crímenes de honor: una mujer casada que tiene una relación extramarital; una mujer casada huyendo con un hombre; una mujer casada separada o divorciada; una mujer divorciada que tiene una relación con otro hombre; una joven soltera que tiene una relación; una joven soltera que huye con un hombre; una mujer (casada o soltera) que es secuestrada y / o violada.
En Turquía, a los jóvenes varones se les pide, por otros miembros de la familia, cometer el crimen de honor, para que puedan obtener una sentencia de prisión menor (debido a que son menores de edad). También ocurren los suicidios forzados, cuando la víctima que se supone ha 'deshonrado" a la familia recibe la orden de suicidarse en un intento del agresor para evitar consecuencias jurídicas. Se lleva cabo especialmente en Batman, que ha sido apodada como " La ciudad del suicidio".
En 2009 una agencia de noticias turca informó que un niño de 2 días de edad que nació fuera del matrimonio había sido asesinado por el honor. La abuela materna del niño, junto con otras seis personas, entre ellas un médico que presuntamente había aceptado un soborno para no informar del nacimiento, fueron detenidos. Se sospecha que la abuela fue culpable de sofocar letalmente al lactante. La madre del bebé, soltera de 25 años, también fue detenida y declaró que su familia había tomado la decisión de matar al niño.
En 2010 una joven kurda de 16 años de edad, fue enterrada viva por sus familiares por hacerse amiga de muchachos en el sudeste de Turquía; su cadáver fue encontrado 40 días después de su desaparición. Ahmet Yildiz, de 26 años, un estudiante de física turco que representó a su país en una conferencia internacional de gais en Estados Unidos en 2008, fue matado a tiros saliendo de un café en Estambul. Yildiz fue víctima del primer asesinato por honor gay que ha llegado a los medios de comunicación del país.
Los crímenes de honor continúan teniendo algo de apoyo en las partes más conservadoras de Turquía. Una encuesta realizada en Diyarbakir encontró que, cuando se le preguntó el castigo apropiado para una mujer que ha cometido adulterio, el 37% de los encuestados dijo que debería ser asesinada, mientras que el 21% dijo que su nariz u orejas debían ser cortados.

#### Yemen
Los crímenes de honor son comunes en Yemen. En algunas partes del país, las costumbres tribales tradicionales prohíben el más mínimo contacto entre hombres y muchachas antes del matrimonio. La sociedad yemení está fuertemente dominada por los hombres, incluso, ocupó el último lugar de 135 países en el Global Gender Gap Report en 2012. Se estima que alrededor de 400 mujeres y niñas murieron en asesinatos de honor en 1997 en Yemen.
En 2013, una joven de 15 años de edad fue asesinada por su padre, que la quemó hasta la muerte solo por hablar con su novio antes de la boda.

### Magreb
Los crímenes de honor en el Magreb no son tan comunes como en los países asiáticos de Oriente Medio y el sur de Asia, pero estos sí ocurren. En Libia, van dirigidas contra las víctimas de violación.

### Asia del Sur

#### Afganistán
En 2012, Afganistán registraba 240 casos de asesinatos de honor, pero el número total se cree que es mucho más alto. Del informe de asesinatos de honor, el 21% fueron cometidos por los maridos de las víctimas, 7% por sus hermanos, 4% por sus padres, y el resto por otros familiares.

#### Pakistán
En Pakistán los crímenes de honor son conocidos localmente como karo-kari. Un informe de Amnistía Internacional señaló "el fracaso de las autoridades para prevenir estas muertes por no investigar y sancionar a los responsables." Los casos recientes incluyen el de tres adolescentes que fueron enterradas vivas después de rechazar los matrimonios arreglados. Otro caso fue el de Taslim Khatoon Solangi, 17 años, de la aldea de Hajna en el distrito de Shah Khairpur, que fue ampliamente divulgado después de que su padre, de 57 años de edad, Gul Sher Solangi, difundió el caso. Alegó que su hija embarazada de ocho meses fue torturada y asesinada el 7 de marzo a las órdenes de su suegro, que la acusó de llevar a un niño concebido fuera del matrimonio. Estadísticamente, los crímenes de honor tienen un alto nivel de apoyo en la sociedad rural de Pakistán, a pesar de la condena generalizada por los grupos de derechos humanos. Solo en 2002 más de 382 personas, alrededor de 245 mujeres y 137 hombres, se convirtieron en víctimas de los crímenes de honor en la provincia de Sindh en Pakistán. A lo largo de seis años, más de 4.000 mujeres han muerto como víctimas de los crímenes de honor en Pakistán desde 1999 hasta 2004. En 2005, el promedio anual de los crímenes de honor para toda la nación, se indicó que era mayor a 10 000 por año. De acuerdo con los defensores de derechos de las mujeres, los conceptos de la mujer como propiedad, y de honor, están tan profundamente arraigados en el tejido social, político y económico de Pakistán que el gobierno hace caso omiso de la mayoría de los casos de mujeres que son asesinadas y mutiladas por sus familias ". Con frecuencia, las mujeres asesinadas en crímenes de honor se registran como suicidios o muertes en accidentes.
El 27 de mayo de 2014, una mujer embarazada fue apedreada hasta la muerte por su propia familia en frente del alto tribunal de Pakistán por casarse con el hombre que amaba. "Maté a mi hija pues ella había insultado a toda nuestra familia al casarse con un hombre sin nuestro consentimiento, y no tengo ningún pesar sobre eso," Mujahid, el investigador de la policía, citó al padre. El primer ministro Nawaz Sharif describió la lapidación como "totalmente inaceptable", y ordenó al ministro principal de la provincia de Punjab proporcionar un informe inmediato. Él exigió saber por qué la policía no hizo nada, a pesar de que la matanza tuvo lugar fuera de una de las cortes superiores del país, en presencia de la policía.
Se observa por los sociólogos que los crímenes de honor no necesariamente tienen que ver con la religión, sino más bien con la cultura de las diferentes regiones. Savitri Goonesekere afirma esto, diciendo que los líderes islámicos en Pakistán utilizan justificaciones religiosas para sancionar los crímenes de honor.
Por otra parte, la mayoría de los crímenes de honor fueron abarcados por la orden de 1990 Qisas y Diyat, que permite al individuo y a su familia a mantener el control sobre un crimen, incluido el derecho a determinar si se debe reportar el crimen, juzgar al infractor, o a exigir diyat (o compensación). Como la mayoría de los crímenes de honor son cometidos por un familiar cercano, siempre y cuando el caso llega a un tribunal de justicia, la familia de la víctima puede 'perdonar' el asesino, o ser presionado para aceptar diyat (compensación económica). El asesino entonces queda libre. Una vez que tal perdón ha sido asegurado, el estado ha decreto judicial no tiene más cabida en el asunto, aunque comúnmente los asesinos son familiares de la víctima.

#### India
Los crímenes de honor se han registrado en las regiones del norte de la India, principalmente en los estados indios de Punjab, Rajasthan, Haryana, Uttar Pradesh, como consecuencia de las personas que se casan sin la aceptación de su familia, y a veces por casarse fuera de su casta o religión. En contraste, los crímenes de honor son raros o inexistentes en el sur de la India y los estados indios de Maharashtra y Guyarat. En algunas otras partes de la India, especialmente Bengala Occidental, los crímenes de honor cesaron completamente hace aproximadamente un siglo, en gran parte debido al activismo y la influencia de los reformistas como Vivekananda, Ramakrishna, Vidyasagar y Raja Ram Mohan Roy.
El estado indio de Punjab cuenta con un gran número de asesinatos por honor. Según los datos recogidos por la Policía de Punjab, se reportaron 34 asesinatos por honor en el estado entre 2008 y 2010: 10 en 2008, 20 en 2009 y cuatro en 2010.
Haryana es también conocido por los incidentes de crímenes de honor, sobre todo en la casta superior de la sociedad, entre los rajputs y jaats. Bhagalpur en el estado indio de Bihar también ha sido notoria por los crímenes de honor. Casos recientes incluyen a una joven de 16 años de edad, Imrana, de Bhojpur que fue incendiada en el interior de su casa, en un caso de lo que la policía llama "vigilantismo moral". La víctima había gritado pidiendo ayuda durante unos 20 minutos antes de que llegaran los vecinos, solo para encontrar su cuerpo ardiendo. Fue ingresada en un hospital local, donde más tarde murió de sus heridas. En mayo de 2008, Jayvirsingh Bhadodiya disparó a su hija Vandana Bhadodiya y la golpeó en la cabeza con un hacha. En junio de 2010 se informó de algunos incidentes incluso en Delhi.
En un fallo histórico en marzo de 2010, el tribunal de distrito de Karnal ordenó la ejecución de los cinco autores de un asesinato de honor en Kaithal y encarcelar de por vida al jefe del khap (consejo basado en la casta local) que ordenó el asesinato de Manoj Banwa (23) y Babli (19), un hombre y una mujer del mismo clan que se fugaron y se casaron en junio de 2007. A pesar de haber tenido protección policial por orden judicial, fueron secuestrados; sus cuerpos mutilados fueron encontrados una semana después en un canal de riego.
En 1990, la Comisión Nacional de la Mujer estableció un organismo de derecho público con el fin de abordar los temas de los crímenes de honor entre algunos grupos étnicos en el norte de la India. Este organismo revisó las disposiciones constitucionales, legales entre otras, así como los desafíos que enfrentan las mujeres. El activismo del NCW ha contribuido de manera significativa a la reducción de los crímenes de honor en las zonas rurales del norte de la India. De acuerdo con las activistas paquistaníes Hina Jilani y Eman Ahmed M., las mujeres indias están considerablemente mejor protegidas contra los crímenes de honor por la ley de la India y el gobierno que las mujeres de Pakistán, y han sugerido que los gobiernos de los países afectados por los crímenes de honor utilicen la legislación india como modelo con el fin de prevenir los crímenes de honor en sus respectivas sociedades.
En junio de 2010, escrutando el creciente número de asesinatos de honor, la Corte Suprema de la India emitió avisos a la Administración General del Gobierno y seis estados, incluyendo Uttar Pradesh, Punjab, Haryana y Rajastán a tomar medidas preventivas contra los crímenes de honor.
Alarmado por el aumento de los crímenes de honor, el gobierno llevó a cabo un proyecto de ley durante la sesión del parlamento de julio de 2010 sobre prever el castigo disuasivo para los asesinatos de "honor".
En junio de 2012, un hombre le cortó la cabeza a su hija de 20 años de edad con una espada en Rajasthán después de enterarse de que ella estaba saliendo con hombres. Según el oficial de policía, "Omkar Singh le dijo a la policía que su hija Manju había tenido relaciones con varios hombres. Él le había pedido el reparar sus formas varias veces en el pasado. Sin embargo, ella no hizo caso. Fuera de si, le cortó la cabeza con la espada."
Una pareja de jóvenes que estaban planeando casarse fue brutalmente asesinada en la aldea de Garnauthi, estado de Haryana el 18 de septiembre de 2013, debido a que tenían un amorío. La mujer, Nidhi, fue golpeada hasta la muerte y el hombre, Dharmender, fue desmembrado vivo. La gente de los pueblos y las aldeas vecinas aprobaron los asesinatos.

### América

#### Brasil
Aunque históricamente un país de mayoría cristiana, Brasil solo ha prohibido los crímenes de honor en 1991, seis años después del fin de su dictadura militar.

#### Canadá
Un estudio realizado en 2007 por el Dr. Amin Muhammad y el Dr. Sujay Patel de la Memorial University, en Canadá, investigó cómo la práctica de los asesinatos por honor se ha traído a Canadá. El informe explica que "Cuando la gente viene y se asienta en Canadá pueden traer sus tradiciones y seguirlas. En algunas culturas, las personas sientan algunos límites que nunca han de ser cruzados y si alguien violara esas prácticas o fuera en contra de ellas, entonces el matar sería justificable para ellos". El informe señaló que "en diferentes culturas, pueden salirse sin ser castigados: los tribunales en realidad los sancionan bajo contextos religiosos". El informe también dijo que las personas que cometen estos delitos suelen ser enfermos mentales y que el aspecto de la salud mental a menudo es ignorado por los observadores occidentales debido a la falta de comprensión del estado insuficientemente desarrollado del cuidado de la salud mental en los países en desarrollo en los que los crímenes de honor prevalecen.
Canadá ha sido sede de una serie de asesinatos de alto perfil, incluyendo el asesinato de Kaur Sidhu, la muerte de Amandeep Atwal, el asesinato doble de Khatera Sadiqi y su prometido, y el caso Shafia family murders.
Los crímenes de honor se han convertido en un tema tan presionado en Canadá que la guía de estudio de ciudadanía canadiense los menciona específicamente, diciendo: "la apertura y generosidad de Canadá no se extienden a las prácticas bárbaras culturales que toleran el abuso conyugal," asesinatos de honor ", la mutilación genital femenina, el matrimonio forzado u otros tipos de violencia basada en el género."

#### Estados Unidos
Phyllis Chesler sostiene que los EE. UU., así como en Canadá, no dispone de medidas adecuadas para luchar contra los crímenes de honor, y no reconocen estos asesinatos como una forma específica de violencia, distinto de otros asesinatos domésticos, debido al temor de ser etiquetado como "culturalmente insensible". Según ella, esto a menudo impide que los funcionarios del gobierno de Estados Unidos y los medios de identificación y notificación precisen estos incidentes como "crímenes de honor" cuando se producen. El no poder describir con precisión el problema hace que sea más difícil de desarrollar políticas públicas para su abordaje, argumenta.
También escribe que, aunque no hay muchos casos de asesinatos de honor dentro de los Estados Unidos, la gran mayoría de los crímenes de honor son perpetrados por musulmanes contra musulmanes (90% de los asesinatos de honor que se sabe que han tenido lugar en Europa y los Estados Unidos entre 1998 y 2008). En estos casos documentados las víctimas fueron asesinadas porque se creía que había actuado contra la religión de la familia. En todos los casos, los autores ven a sus víctimas como una violación de las reglas de conducta religiosa y actúan sin remordimiento.
Varios asesinatos de honor se han producido en los EE. UU. durante los últimos años. En 1989, en San Luis, Misuri,  una joven palestina de 16 años de edad llamada "Tina" Isa fue asesinada por su padre palestino con la ayuda de su esposa. Sus padres estaban insatisfechos con su estilo de vida "occidentalizada". En 2008, en Georgia, Sandeela Kanwal de 25 años fue asesinada por su padre paquistaní por rehusar un matrimonio concertado. Amina y Sarah Said, dos hermanas adolescentes de Texas, fueron asesinadas, presuntamente a manos de su padre egipcio, que sigue en libertad. Aasiya Zubair fue, junto con su esposo Muzzammil Hassan, el fundador y propietario de Bridges TV, la primera cadena de televisión estadounidense-musulmán-Inglés. Ella fue asesinada por su esposo en 2009. Phyllis Chesler argumentó que era un crimen de honor. En 2009, en Arizona, Noor Almaleki, de 20 años, fue asesinada por su padre, un inmigrante iraquí, porque se había negado a un matrimonio arreglado y vivía con su novio.
La magnitud de la violencia de honor en los EE. UU. no se conoce, debido a que no se recoge ningún dato oficial. Existe controversia acerca de las razones por las que ocurre este tipo de violencia, y sobre el grado en que la cultura, la religión, y puntos de vista sobre las mujeres causan estos incidentes.

#### América Latina
Los crímenes pasionales dentro de América Latina también han sido comparados con los crímenes de honor. De manera similar a los crímenes de honor, los crímenes pasionales a menudo cuentan con el asesinato de mujeres por un marido, un familiar, o novios y la delincuencia es a menudo tolerada o poco sancionada. En Perú, por ejemplo, el 70 por ciento de los asesinatos de mujeres en un año fueron cometidos por un marido, novio o amante, y más a menudo los celos o sospechas de infidelidad se citan como los motivos de los asesinatos.

### Oceanía

#### Australia
Jim Spigelman (quien se desempeñó como Juez Presidente del Tribunal Supremo de Nueva Gales del Sur del 19 de mayo de 1998 al 31 de mayo de 2011), dijo que el aumento de la diversidad en Australia estaba creando conflictos sobre cómo tratar con las costumbres y tradiciones de las poblaciones inmigrantes. Él dijo: "Existen importantes minorías raciales, étnicas y religiosas en Australia que vienen de países con tradiciones sexistas que, en algunos aspectos, son aún más penetrantes que las de Occidente." Dijo que los crímenes de honor, los matrimonios forzados y otros actos de violencia contra las mujeres se estaban convirtiendo en un problema en Australia.
En 2010, en Nueva Gales del Sur, el indonesio Hazairin Iskandar y su hijo mataron al supuesto amante de la esposa de Iskandar. Iskandar apuñaló a la víctima con un cuchillo mientras su hijo lo golpeó con un martillo. El tribunal fue informado de que el motivo del asesinato fue la creencia de los autores de que los asuntos extramaritales estaban en contra de su religión; y que el asesinato se llevó a cabo para proteger el honor de la familia y que fue  "un asesinato pre-planificado, premeditado y ejecutado". El juez dijo que: " Ninguna sociedad o cultura que se considera como civilizada puede tolerar en ningún grado, o hacer cualquier provisión por el asesinato de otra persona por un concepto tan amorfo como el honor".
Pela Atroshi era una joven kurda de 19 años de edad que fue asesinada por su tío en el Kurdistán iraquí en 1999. La decisión de matarla fue tomada por un consejo de sus familiares varones, liderado por el abuelo de Pela, Abdulmajid Atroshi, que vivía en Australia. Uno de sus hijos, Shivan Atroshi, que ayudó con el asesinato, también vivía en Australia. Pela Atroshi vivía en Suecia, pero fue secuestrada por miembros de la familia y llevada al Kurdistán iraquí para ser asesinada, según lo ordenado por un consejo de familia de los familiares varones que vivían en Suecia y Australia, porque decían que había mancillado el honor familiar. El asesinato de Pela Atroshi fue considerado oficialmente un crimen de honor por las autoridades.

## Respuesta Internacional
Los crímenes de honor son condenados como una grave violación de los derechos humanos y se tratan en varios instrumentos internacionales. El Consejo del Convenio de Europa sobre la prevención y lucha contra la violencia contra las mujeres y las violencia doméstica toma esta cuestión como el artículo 42 establece:

Artículo 42 – Justificaciones inaceptables para los delitos, incluidos los delitos cometidos en nombre del  llamado "honor"' 
1 Partes adoptarán las medidas legislativas o de otra índole necesarias para garantizar que, en los procesos penales incoados a raíz de la comisión de cualquiera de los actos de violencia incluidos en el ámbito de este Convenio, la cultura, costumbres, la religión, la tradición o  'llamado "honra " 'no se considerará como justificación para tales actos. Esto incluye, en particular, afirma que la víctima ha transgredido las normas o costumbres de la conducta apropiada culturales, religiosas, sociales o tradicionales.

2 Partes adoptarán las medidas legislativas o de otra índole necesarias para garantizar que la incitación de cualquier persona a un menor para cometer cualquiera de los actos mencionados en el apartado 1 no afectará a la responsabilidad penal de la persona por los actos cometidos.

La Organización Mundial de la Salud (OMS) abordó el tema de los crímenes de honor y declaró: "Los asesinatos de mujeres para salvar el honor de la familia" se encuentran entre las más trágicas consecuencias e ilustraciones explícitas de la arraigada y culturalmente aceptada discriminación contra las mujeres y las niñas" Según la ONUDD: "Los crímenes de honor, incluyendo asesinatos, son una de las formas más antiguas de la historia de la violencia basada en el género. Se supone que el comportamiento de una mujer arroja una reflexión sobre la familia y la comunidad (...) En algunas comunidades, un padre, un hermano o un primo se enorgullecerá públicamente de un asesinato cometido con el fin de preservar el "honor" de su familia. En algunos de estos casos, los funcionarios de justicia locales pueden aliarse con la familia y no tomar ninguna medida para prevenir muertes similares."

## Códigos jurídicos nacionales
La legislación sobre estos temas varía, pero hoy en día la gran mayoría de los países ya no permite que un marido mate legalmente a su mujer por adulterio (aunque el adulterio en sí sigue siendo castigado con la muerte en algunos países), o de cometer otras formas de crímenes de honor. Sin embargo, en muchos lugares, el adulterio y otros "inmorales" comportamientos sexuales por parte de miembros femeninos de la familia pueden considerarse circunstancias atenuantes en el caso cuando se maten, lo que lleva a penas significativamente más cortas.
En el mundo occidental, un país que a menudo se asocia con "crímenes pasionales" y la violencia relacionada con el adulterio es Francia, de hecho, estudios recientes han demostrado que el público francés es más receptivo a estas prácticas que el público en otros países. Una encuesta de Gallup en 2008 comparó las opiniones del público francés, alemán y británico y los de francés, los musulmanes alemanes y británicos sobre varias cuestiones sociales: el 4% del público francés dijo que los "asesinatos de honor" eran "moralmente aceptables" y el 8% de público francés dijeron que los "crímenes pasionales" eran "moralmente aceptables"; los crímenes de honor fueron vistos como aceptables por el 1% del público alemán y también el 1% del público británico; crímenes pasionales eran vistos como aceptable en un 1% de público alemán y el 2% del público británico. Entre los musulmanes 5% en París, el 3% en Berlín y el 3% en Londres vieron los asesinatos por honor como aceptable y 4% en París (menos del público francés), 1% en Berlín y el 3% en Londres sierra crímenes pasionales como aceptable.
Según el informe del Reportero de las Naciones Unidas que se presentó a la 58.ª sesión de la Comisión de Derechos Humanos de las Naciones Unidas en 2002 relativa a las prácticas culturales en la familia que reflejan la violencia contra la mujer.
El Reportero Especial indicó que había habido decisiones contradictorias en cuanto a la defensa del honor en Brasil, y que las disposiciones legislativas que permitan la defensa parcial o completa en ese contexto se podría encontrar en los códigos penales de Argentina, Ecuador, Egipto, Guatemala, Irán, Israel, Jordania, Perú, Siria, Venezuela y la Autoridad Nacional Palestina.
A continuación se analizan los aspectos legales de los crímenes de honor en diferentes países:
- Jordania: En años recientes, Jordania ha corregido su Código legal para modificar sus leyes que solían ofrecer una defensa sólida a los crímenes de honor.[222]
- muchas antiguas colonias francesas ofrecían la posibilidad de reducción de penas en lo que se refiere al adulterio relacionado con crímenes violentos (inspirados en el Código Napoleónico francés).[223]
- En Brasil, una defensa explícita a asesinar en caso de adulterio nunca ha sido parte del código penal, sino una defensa del "honor" (no es parte del código penal) ha sido ampliamente utilizada por los abogados en estos casos para obtener absoluciones. Aunque esta defensa ha sido rechazada generalmente en lugares modernos del país (como las grandes ciudades) desde la década de 1950, ha tenido mucho éxito en el interior del país. En 1991 la Corte Suprema de Brasil rechazó explícitamente la defensa "honor" por no tener ninguna base en la legislación brasileña.[224]
- Haití: En 2005, las leyes se cambiaron, la abolición del derecho de un marido que se excuse por asesinar a su esposa debido al adulterio. El adulterio también fue despenalizada.[225][226]
- Siria: En 2009, se modificó el artículo 548 del Código de Derecho sirio. De antemano, el artículo renunció a cualquier castigo para los hombres que cometieran el asesinato de un miembro de la familia femenino por actos sexuales inapropiados.[227] El artículo 548 establece que "El que encuentra a su esposa o uno de sus ascendientes, descendientes o hermana cometiendo adulterio (flagrante delito) o actos ilegítimos sexuales con otra y mató o hirió uno o ambos de ellos se beneficia de una reducción de la pena, que no debe ser inferior a 2 años de prisión en caso de un asesinato ". Artículo 192 establece que un juez puede optar por penas reducidas (como penas cortas de prisión) si el asesinato se realizó con la intención honorable. Además de esto, el artículo 242 dice que un juez puede reducir la sentencia por asesinatos que se hicieron en la rabia y causados por un acto ilegal cometido por la víctima.[227]
- Turquía: En Turquía, las personas declaradas culpables de este crimen son condenados a cadena perpetua casos.[228] Existen casos documentados donde las cortes Turcas han sentenciado familias enteras a cadena perpetua por un crimen de honor. El más reciente fue el 13 de enero de 2009, donde un tribunal turco condenó a cinco miembros de una misma familia kurda a cadena perpetua por el asesinato de honor de Naile Erdas, 16 años, que quedó embarazada como consecuencia de una violación. .[229]
- Pakistán: Los crímenes de honor son conocidos como karo kari (en sindhi: ڪارو ڪاري‎) (en urdu: کاروکاری‎). En teoría la práctica es perseguida bajo asesinato ordinario, pero en la práctica la policía y los fiscales a menudo ignoran.[230] A menudo el hombre solo debe aclarar que el asesinato fue por su honor y saldrá libre. Nilofar Bakhtiar, asesor del primer ministro Shaukat Aziz, declaró que en el año 2003, hasta 1,261 mujeres fueron asesinadas en crímenes de honor.[231] Las Ordenanzas Hudood de Pakistán, promulgadas en 1979 por el entonces gobernante leyes general Zia-ul-Haq, creado esa regla paquistaní realineado con la ley islámica. La ley tuvo el efecto de la reducción de las protecciones legales para las mujeres, especialmente en relación con el sexo fuera del matrimonio. Las mujeres que hicieron las acusaciones de violación, después de esta ley, estaban obligadas a proporcionar cuatro testigos varones. Si no pueden hacer esto, la supuesta violación no podía ser procesada en los tribunales. Debido a que la mujer había ingresado en el sexo fuera del matrimonio, sin embargo, podría ser castigada por tener relaciones sexuales fuera del matrimonio, un castigo que iba desde la lapidación hasta la trinca pública. Esta ley provoca que el riesgo sea mucho mayor para las mujeres que presenten acusaciones de violación. En 2006, Ley de Protección de la Mujer modificada estas Ordenanzas Hudood retira los cuatro testigos varones como requisito para las denuncias de violación.[232] El 8 de diciembre de 2004, bajo la presión internacional y nacional, Pakistán promulgó una ley que hizo asesinatos por honor punibles con una pena de prisión de siete años, o con la pena de muerte en los casos más extremos.[233] Las organizaciones de derechos de la mujer estaban, sin embargo, escépticas con esta ley, ya que no llega a declarar ilegal la práctica de permitir que los asesinos puedan comprar su libertad mediante el pago de una indemnización a los parientes de la víctima. Grupos de derechos de las mujeres afirmaron que en la mayoría de los casos es parientes inmediatos de la víctima, que son los asesinos, tan intrínsecamente la nueva ley es justa cal. No altera las disposiciones por las que el acusado podría negociar el perdón con la familia de la víctima en virtud de las disposiciones islámicas. En marzo de 2005, el parlamento de Pakistán rechazó un proyecto de ley que busca fortalecer la ley contra la práctica de los asesinatos por honor.[234] Sin embargo, el proyecto de ley fue presentado de nuevo, y en noviembre de 2006, pasó.[235] Es dudoso o no la ley en realidad ayudar a las mujeres.[236]

- Egipto: Un número de estudios sobre los crímenes de honor por el Centro de Derecho Islámico y del Oriente Medio, en la Escuela de Estudios Orientales y Africanos en Londres, incluye una que informa sobre el sistema jurídico de Egipto, señalando un sesgo de género a favor de los hombres en general, y en particular el artículo 17 del Código Penal: la discreción judicial para permitir la reducción del castigo en ciertas circunstancias, a menudo utilizado en casos de crímenes de honor.[237]

## Apoyos y sanciones
Acciones de los agentes de policía paquistaníes y jueces (particularmente en el nivel inferior del poder judicial) en el pasado, parecían apoyar el acto de los crímenes de honor en nombre del honor familiar. La aplicación de la Policía, en situaciones de asesinato admitido, no siempre se toman medidas contra el autor. Además, los jueces en Pakistán (en particular en el nivel inferior del poder judicial), en lugar de tratar los casos con la igualdad de género en mente, parecen reforzar la desigualdad y, en algunos casos sancionar el asesinato de mujeres se considera deshonroso. A menudo, un asesinato de honor ni siquiera llega a los tribunales, pero en los casos en que lo hacen, el presunto asesino es a menudo liberado sin cargos o se le da una reducción de la pena de tres a cuatro años de cárcel. En un estudio de caso de 150 asesinatos por honor, los jueces rechazaron solo ocho de las afirmaciones de que las mujeres fueron asesinadas por el honor. El resto fue castigado ligeramente. En muchos casos, en Pakistán, una de las razones asesinato de que los casos de honor nunca llegan a los tribunales, se debe a que, según algunos abogados y activistas de los derechos de la mujer, la policía paquistaní no se involucra. Bajo el estímulo del asesino, la policía a menudo declara la muerte como un caso doméstico que no merece ninguna participación. En otros casos, las mujeres y las víctimas tienen demasiado miedo de hablar o presentar cargos. Funcionarios de la policía, sin embargo, afirman que estos casos nunca son llevados a ellos, o no son lo suficientemente importantes como para ser perseguido a gran escala. La indiferencia general a la cuestión de los crímenes de honor en Pakistán se debe a un profundamente arraigado sesgo en la ley, la policía y el poder judicial. En su informe, "Pakistán: Asesinatos de honor de las Niñas y las Mujeres",  publicado en septiembre de 1999, Amnistía Internacional criticó la indiferencia gubernamental y pidió que la responsabilidad del Estado en la protección de los derechos humanos de las mujeres víctimas. Para elaborar, Amnistía pidió fuertemente al gobierno Pakistaní que tome acciones 1) legales, 2) preventivas, y 3) de protección. En primer lugar, las medidas legales se refieren a la modificación de las leyes penales del gobierno para garantizar la protección legal igualitaria de las mujeres. Además de eso, Amnistía insistió al gobierno a asegurar el acceso legal a las víctimas de delitos en nombre del honor. Cuando se trata de medidas preventivas, Amnistía subrayó la necesidad crítica para promover la conciencia pública a través de los medios de comunicación, la educación, y los anuncios públicos. Por último, las medidas de protección incluyen asegurar un ambiente seguro para los activistas, abogados y grupos de mujeres para facilitar la erradicación de los crímenes de honor. Además, Amnistía abogó por la expansión de los servicios de apoyo a las víctimas, tales como albergues.
El presidente de Chechenia designado por el Kremlin, Ramzan Kadyrov dijo que los crímenes de honor fueron perpetrados en aquellos que merecían morir. Dijo que aquellos que son asesinados tienen la  "moral relajada" y están legítimamente fusilados por los familiares en los crímenes de honor. El no vilipendia a mujeres solas, pero agregó que "Si una mujer corre alrededor y si un hombre corre por ahí con ella, ambos son asesinados."
En 2007, un famoso abogado noruego en la Corte Suprema declaró que quería que el castigo por el asesinato pasara de 17 años de prisión a 15 años en el caso de los crímenes de honor practicados en Noruega. Afirmó que el público noruego no entendía otras culturas que practicaban los crímenes de honor, o entender su forma de pensar, y que la cultura noruega "es de justicia propia".
En 2008, Israr Ullah Zehri, un político paquistaní en Baluchistán, defendió los asesinatos por honor de cinco mujeres pertenecientes a la tribu Umrani por un familiar de un político local Umrani. Zehri defendió los asesinatos en el Parlamento y pidió a sus compañeros legisladores a no hacer una queja sobre el incidente. Él dijo: "Estas son tradiciones centenarias, y voy a seguir defendiéndolas. Sólo aquellos que se entregan a actos inmorales deben tener miedo."
Nilofar Bakhtiar, Ministra de Turismo y asesora del primer ministro de Pakistán sobre Asuntos de la Mujer, que había luchado contra el crimen de honor en Pakistán, dimitió en abril de 2007 después de que los clérigos la acusaran de deshonrar a Pakistán por hacer paracaidismo con un varón y abrazarlo después de aterrizar.

### Víctimas
Esta es la lista incompleta de víctimas de publicitados crímenes de honor.
- Misha'al Fahd al Saud - princesa saudí, primer caso de crimen de honor muy publicitado en los medios occidentales.
- Noor Faleh Almaleki
- Shafilea Ahmed – Asesinada por su familia por rechazar a su cónyuge.
- Du’a Khalil Aswad - joven Yazidi que fue asesinada por supuestamente convertirse al islam para casarse con un chico musulmán, en Irak.
- Anooshe Sediq Ghulam
- Tulay Goren (Reino Unido)
- Leila Hussein y su hija Rand Abdel-Qader
- Palestina Isa
- Manoj and Babli
- Sandeela Kanwal
- Nitish Katara
- Ghazala Khan – Asesinada por su hermano por casarse en contra de los deseos de su familia.
- Katya Koren (Ucrania)
- Banaz Mahmod
- Samaira Nazir
- Aqsa Parvez
- Uzma Rahan y sus hijos, Adam y Abbas, y su hija, Henna (Reino Unido)
- Caneze Riaz y sus cuatro hijas, Sayrah, Sophia, Alicia y Hannah (Reino Unido)
- Fadime Sahindal
- Amina and Sarah Said
- Hina Salem (Italia)
- Samia Sarwar
- Noida double murder case, presunto, de Aarushi Talwar
- Zainab, Sahar, and Geeti Shafia, and Rona Amir Mohammad
- Sadia Sheikh
- Jaswinder Kaur Sidhu[250]
- Hatun Sürücü[251]
- Swera (Suiza)
- Heshu Yones (Reino Unido)
- Aasiya Zubair
- Alireza Fazeli Monfared

## Comparación con otras formas de asesinato
Los crímenes de honor son, junto con los asesinatos por dote (principalmente en el sur de Asia), los asesinatos de mujeres relacionados con pandillas como venganza (asesinatos de mujeres miembros de las familias de los miembros de pandillas rivales "- principalmente en América Latina) y los asesinatos por acusaciones de brujería (África, Oceanía), algunas de las más reconocidas formas de feminicidio.
Algunos comentaristas han hecho hincapié en que el enfoque sobre los crímenes de honor no deben conducir a ignorar otras formas de asesinato basados en el género de las mujeres, en particular los de América Latina ("crímenes pasionales" y los asesinatos relacionados con pandillas); la tasa de homicidios de mujeres en esta región es extremadamente alta; El Salvador se presenta como el país con la tasa más alta de homicidios de mujeres en el mundo. En 2002, Widney Brown,  directora de abogacía de Human Rights Watch, declaró que los "crímenes pasionales tienen una dinámica similar en que las mujeres son asesinadas por miembros masculinos de la familia y los crímenes son percibidos como excusables o comprensibles ".

## Otras lecturas
- NDTV.  Archivado el 3 de junio de 2013 en Wayback Machine.. Honour killing in delhi 4 Sep 2012.
- Burke, Jason. The Guardian. Triple murder in India highlights increase in 'honour killings'. 25 de junio de 2010.
- Emery, James. Reputation is Everything: Honor Killing among the Palestinians. 2003.
- "Jordan Parliament Supports Impunity for Honor Killing", Washington, D.C.: Human Rights Watch news release, January 2000.
- Burned Alive: A Victim of the Law of Men. (ISBN 0-446-53346-7) Alleged first-person account of Souad, a victim of an attempted honor killing. The authenticity of this work has been questioned, as it is based on a repressed memory report.
  - Knox, Malcolm (13 de abril de 2005). «Historian challenges Palestinian bestseller». Sydney Morning Herald. Consultado el 13 de abril de 2005.
- Schulze, Kirsten, Martin Stokes and Colm Campbell (1996) (eds.), Nationalism, Minorities and Diasporas: Identities and Rights in the Middle East (London: I.B. Tauris)
- Tintori, Karen, 2007. Unto the Daughters: The Legacy of an Honor Killing in a Sicilian-American Family. St. Martin's Press.
- Wikan, Unni, 2002. Generous Betrayal: Politics of Culture in the New Europe. University of Chicago Press.
- Yavuz, Ercan. "Honor killings a misunderstood concept, study finds". Today's Zaman. 1 de agosto de 2010.
- Sanghera, Jasvinder, 2009. "Daughters of shame"
- Ercan, Selen A., 2014. 'Same Problem, Different Solutions: The Case of 'Honour Killing' in Germany and Britain', In: Gill, Aisha K., Carolyn Strange, and Karl Roberts, 'Honour' Killing and Violence. Theory, Policy and Practice, London: Palgrave Macmillan, pp. 199–218.
- Ercan, Selen A., 2014. Dangerous silence: Debating 'honour killings'. Open Democracy, 1 de julio de 2014,